# Norvegia la Concursul Muzical Eurovision Junior
Norvegia a debutat la Concursul Muzical Eurovision Junior în anul 2003.

## Rezultate
| An   | Gazda       | Artist       | Titlu                    | Poziție | Puncte |
| ---- | ----------- | ------------ | ------------------------ | ------- | ------ |
| 2003 | Copenhaga   | 2U           | "Sinnsykt gal forelsket" | 13      | 18     |
| 2004 | Lillehammer | @lek         | "En stjerne skal jeg bli | 13      | 12     |
| 2005 | Hasselt     | Malin Reitan | "Sommer og skolefri"     | 3       | 123    |

## Istoria voturilor (2003-2005)
Norvegia a dat cele mai multe puncte pentru ...
| Poziție | Țară      | Puncte |
| ------- | --------- | ------ |
| 1       | Danemarca | 32     |
| 2       | Croația   | 25     |
| 3       | Belarus   | 20     |
| =       | Spania    | 20     |
| 4       | România   | 14     |
| 5       | Belgia    | 12     |

Norvegia a primit cele mai multe puncte de la ...
| Poziție | Țară          | Puncte |
| ------- | ------------- | ------ |
| 1       | Danemarca     | 22     |
| 2       | Suedia        | 21     |
| 3       | Spania        | 13     |
| 4       | Letonia       | 11     |
| 5       | Malta         | 10     |
| 5       | Țările de Jos | 10     |

## Gazdă
| An   | Oraș        | Locație     | Prezentatori                             |
| ---- | ----------- | ----------- | ---------------------------------------- |
| 2004 | Lillehammer | Håkons Hall | Nadia Hasnaoui și Stian Barsnes Simonsen |